# Bryum pumilum
Bryum pumilum är en bladmossart som beskrevs av Ryan in I. Hagen 1901. Bryum pumilum ingår i släktet bryummossor, och familjen Bryaceae. Inga underarter finns listade i Catalogue of Life.